# Amerikai nindzsa 3. – Véres vadászat
Az Amerikai nindzsa 3. – Véres vadászat vagy Amerikai nindzsa 3. – Vérvadászat (eredeti cím: American Ninja 3: Blood Hunt) 1989-es amerikai-kanadai-dél-afrikai harcművészeti film Cedric Sundstorm rendezésében, a forgatókönyvet Avi Kleinberg, Gideon Amir és Gary Conway írta. A főszerepben David Bradley, Steve James, Marjoe Gortner, Michele B. Chan, Yehuda Efroni és Calvin Jung látható. A film a Breton Film Productions és a Cannon Group produkciója, forgalmazója a Cannon Film Distributors.

## Cselekmény
Jackson visszatér, ezúttal egy új partnerrel, a karatebajnok Sean-nel. Egy "Kobra" nevű terrorista megfertőzi Sean-t egy borzalmas vírussal, a két harcosnak pedig nincs más választása, mint hogy megküzdjön a terroristával és legyőzze a nindzsák bandáját. Azonban a Kobra nem ismeri a kegyelmet, s a seregét genetikailag módosított nindzsa klónokból építi fel, élükön Chan Lee-vel, a női nindzsával.

## Szereplők
| Színész         | Szereplő        | Magyar hang      | Magyar hang            |
| Színész         | Szereplő        | 1. szinkron      | 2. szinkron            |
| --------------- | --------------- | ---------------- | ---------------------- |
| David Bradley   | Sean Davidson   | Kassai Károly    | Stohl András           |
| Steve James     | Curtis Jackson  | Hankó Attila     | Hankó Attila           |
| Marjoe Gortner  | A Kobra         | Kovács István    | Sinkovits-Vitay András |
| Yehuda Efroni   | Andreas ezredes | Kránitz Lajos    | Horányi László         |
| Calvin Jung     | Izumo           | Juhász Jácint    | Kassai Károly          |
| Evan J. Klisser | Dexter          | Görög László     | Dózsa Zoltán           |
| Mike Huff       | Dr. Holger      | Orosz István     | Németh Gábor           |
| Alan Swerdlow   | Renődrkapitány  | Balázsi Gyula    | Orosz István           |
| Stephen Webber  | Sean fiatalon   | Minárovits Péter | Hamvas Dániel          |

## A film készítése
A film az első az Amerikai nindzsa-sorozatban, ahol nem Michael Dudikoff (Joe Armstrong színésze az első kettő és a negyedik filmben) kapta a főszerepet. A főszerepet Bradley kapta, miután Kurt McKinney visszautasította az ajánlatot.

## Médiakiadás
A Cannon Home Video kiadta VHS-en 1990-ben és 2002-ben DVD-n egy dupla dobozban az 	Amerikai nindzsa 2. – A leszámolással, az MGM által.

## Fogadtatás
A kritikusok rosszul fogadták. 2014 márciusában a film 3.2-t ért el a 10-hez az Internet Movie Database oldalon, alig több mint 3,000 szavazattal.